# Loeriesfontein
Loeriesfontein is een dorp gelegen in de gemeente Hantam in de regio Namakwaland in de Zuid-Afrikaanse provincie Noord-Kaap. Het ligt in een bekken omringd door bergen en ligt 63 km noordoostelijk van Nieuwoudtville. Loeriesfontein kan worden bereikt van uit Kaapstad via de nationale weg N7 en daar de afslag nemen bij Van Rhynsdorp, de regionale weg R27 volgen naar Nieuwoudtville en dan de regionale weg R357 nemen tot Loeriesfontein.

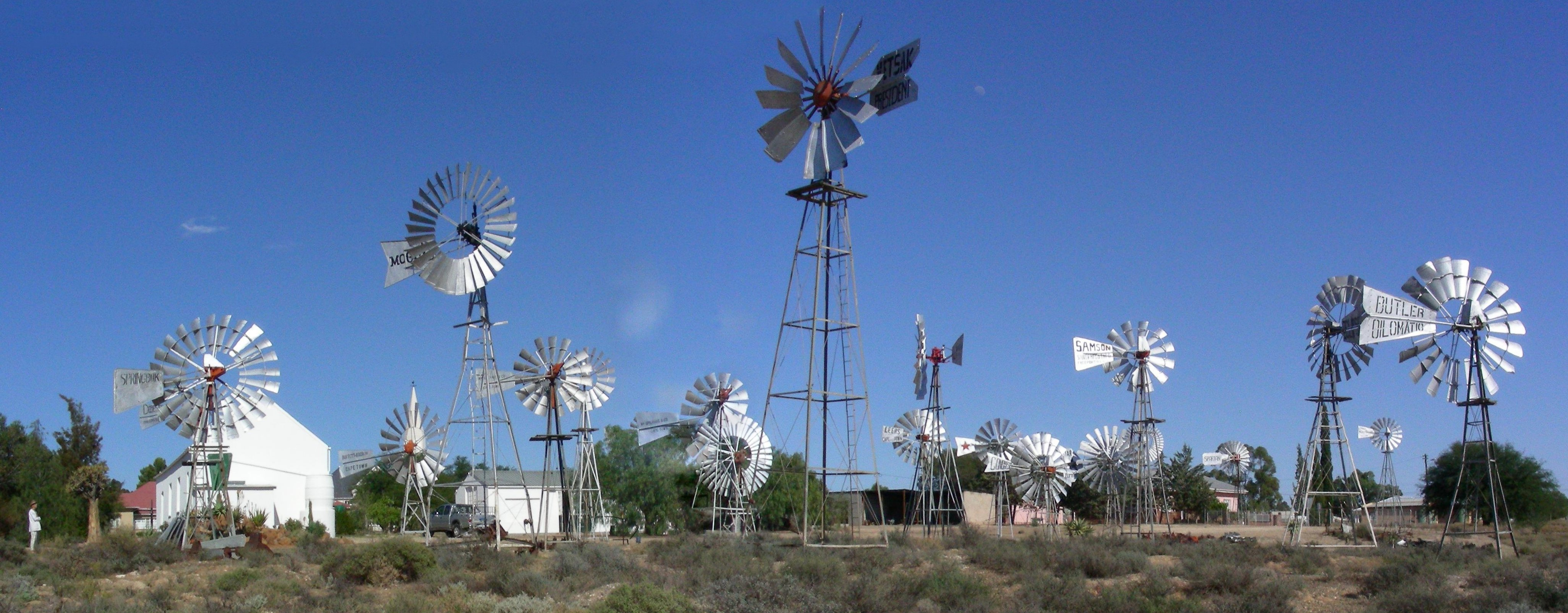
Museum met 27 windmolens in Loeriesfontein die water pompen.

De belangrijkste economische activiteit is de streek is houden van schapen en ook tarwe wordt verbouwd. Daarnaast  wordt Zout in het gebied gewonnen. Op 13 februari 1951 werd hier de eerste aangetekende vierling, de Lombaard-zonen, geboren in Zuid-Afrika. 
Zuidwestelijk Loeriesfontein maakt deel uit van een grotere regio die bekendstaat als Namakwaland, een gebied bekend voor zijn lentebloemen (augustus en september) en zijn grote variateit van verschillende planten - men beweert dat z'n 4.000 soorten in de regio voorkomen. Deze bloemenpracht trekt toeristen naar de regio. 

## Geschiedenis
Het dorp is gegroeid rond een algemene winkel, gesticht in 1894 door een reizende bijbelverkoper genaamd Fredrick Turner. Hij was de zoon van de zuster van Charles Spurgeon en afkomstig uit Norwich in Engeland. De winkel bestaat nog steeds en is tegenwoordig eigendom van Victor Haupt, de kleinzoon van Fredrick Turner. De naam van de winkel luidt tegenwoordig: "Turner & Haupt Spar", en is momenteel 113 jaar in de familie. In 1958 werd Loeriesfontein erkend als gemeente, maar verloor deze status enige tijd geleden in de reorganisatie van de gemeentelijke verantwoordelijkheden in Zuid-Afrika. Het dorp ging daarna deel uitmaken van de gemeente Hantum.

## Bezienswaardigheden
Windmolenmuseum
Dr. Walton een inwoner van Kaapstad was bekend voor zijn belangstelling in de verschillende aspecten van het behoud, inclusief het behoud van water-pompende windmolens of windpompen.  Samen met André Pretorius heeft hij hierover een boek geschreven ("Windpompen in Zuid-Afrika"). Met het doel deze verkregen kennis te delen met een groter publiek nodigde hij belangstellende organisaties en plaatsen uit om een windpompmuseum te beginnen. Het Fred Turner-museum in Loeriesfontein was de enige belangstellende. Sinds de vestiging van het museum daar heeft het museumteam en belangstellende personen van uit heel Zuid-Afrika het project ondersteund en 27 windpompen verzameld. Deze zijn weer opgebouwd en worden nu tentoongesteld. 
Fred Turner volkenkundig- en cultuurmuseum
De cultuur en historische manier van leven van de Trekboeren van het Namakwaland (ook bekend als Boesmanland of Hantam) wordt in dit museum tentoongesteld en is gehuisvest in de oude school naast de tentoonstelling van de windmolens (op het oude schoolplein). Er worden meer dan 1.000 voorwerpen getoond, inclusief een trekwagen, volledig uitgeruste tent, kookscherm en een paardenmolen. 
Zoutpannen
In de uitgestrekte vlaktes van Boesmanland (bosjesmanland), ongeveer 100 km van Loeriesfontein, zijn zoutpannen gelegen welke nog steeds in productie zijn. 
Kokerbomen
Grote kokerbomen kunnen worden gezien langs de kant van de weg van Nieuwoudtville naar Louriesfontein.

## Evenementen
Bloemen in het seizoen

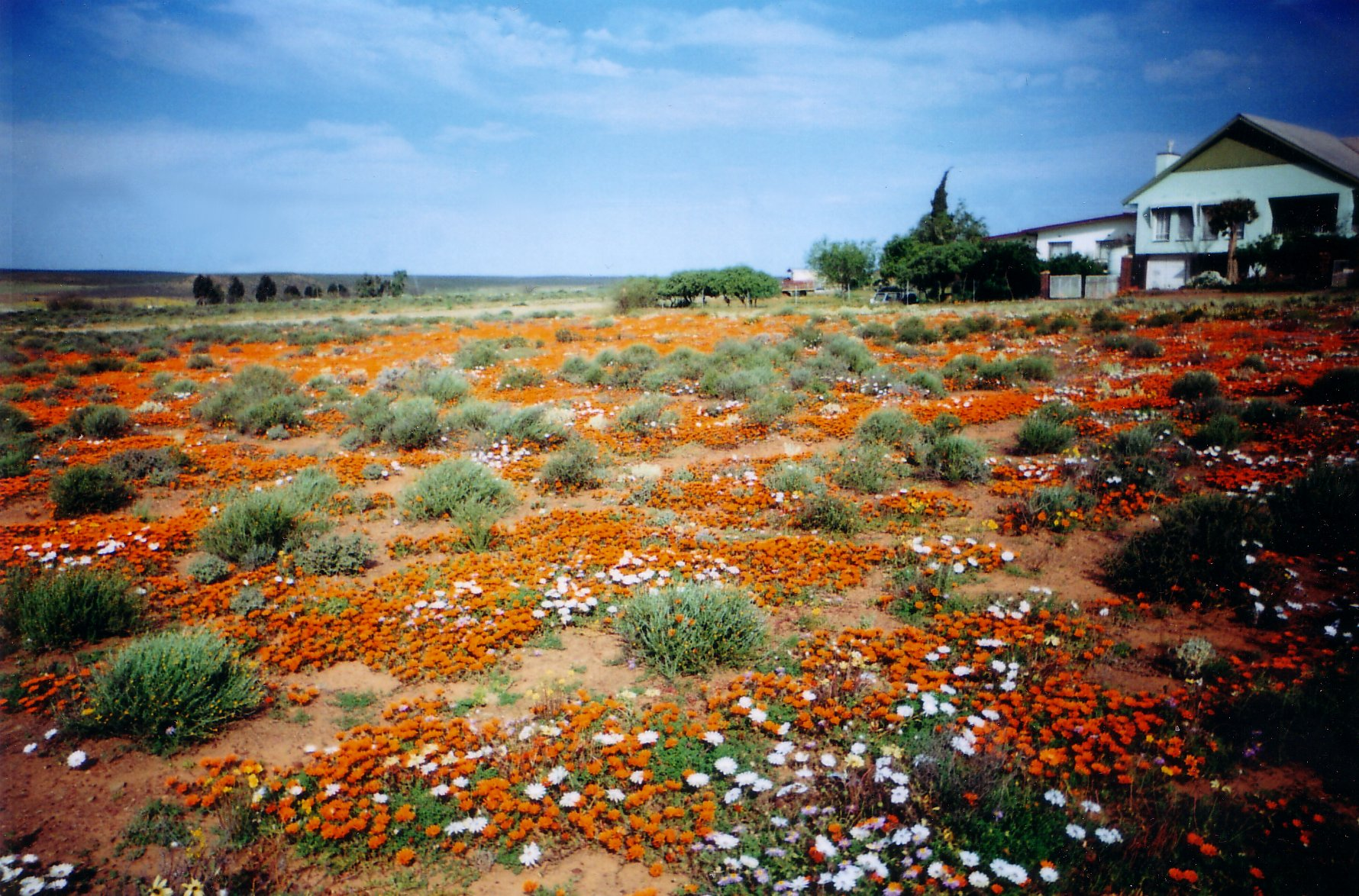
Bloemenzee bij Loeriesfontein

Het gebied is beroemd voor zijn pracht in het seizoen aan wilde bloemen, hoofdzakelijk tijdens de maanden augustus en september. In deze periode komen de meeste bezoekers naar het gebied.   
Dankzeggingsweekeinde
Het jaarlijkse Dankzeggingsweekeinde - in de vorm van een traditioneel kerkfeest vindt plaats op het eerste weekeinde van de september/oktober schoolvakantie.
Landbouwtentoonstelling
De jaarlijkse landbouwtentoonstelling is erg bekend en vindt plaats in oktober. Ze heeft een provinciale en landelijke status en richt zich op schapen en rijpaarden.

## Subplaatsen
Het nationaal instituut voor de statistiek, Stats SA, deelt sinds de census 2011 deze hoofdplaats in in 2 zogenaamde subplaatsen (sub place):
Loeriesfontein SP • Nuwepos.